# NSS Annapolis
NSS Annapolis war ein Längstwellensender bei Annapolis im US-amerikanischen Bundesstaat Maryland. Er diente der Übermittlung von Befehlen an U-Boote. NSS Annapolis benutzte als Antenne eine Schirmantenne, die an einen gegen Erde isolierten abgespannten 356,76 Meter hohen Zentralmast und an neun weiteren Türmen von 243,84 Metern Höhe abgespannt war. Sechs dieser Türme waren geerdete abgespannte Konstruktionen, während drei Türme freistehende Stahlfachwerkkonstruktionen wie die Sendetürme in Junglinster waren.